# Hausen, Rhön-Grabfeld
Hausen là một đô thị ở huyện Rhön-Grabfeld bang Bayern thuộc nước Đức.